# Epineri Naituku
Epineri Taganesei Naituku (* 8. Januar 1963 in Suva; † 29. Oktober 2019 ebenda) war ein fidschianischer Rugbyspieler.

## Frühes Leben und Ausbildung
Epineri Taganesei Naituku besuchte die Ratu Sukuna Memorial School in Suva, wo er trotz großer Konkurrenz durch etablierte Rugby-Schulen wie Queen Victoria School, Marist Brothers High School, Ratu Kadavulevu School und Lelean Memorial School zum Kapitän der Schulauswahlmannschaft („Fiji Schoolboys“) ernannt wurde.

## Vereins- und Provinzkarriere
Nach dem Schulabschluss spielte Naituku zunächst für die Teams Lomaiviti und Suva Colts. 1988 gewann er mit der Provinz Suva die prestigeträchtige Farebrother‑Sullivan Trophy gegen den Nadi Rugby Club. Später war er auch für den Verein Nasinu aktiv. Seine bevorzugte Position war die des Centers.

## Nationalmannschaft
Naituku wurde 1987 in die Fidschianische Rugby-Union-Nationalmannschaft berufen und nahm an der Rugby-Union-Weltmeisterschaft 1987 teil. Er bestritt dort zwei Länderspiele:
- am 24. Mai 1987 in Hamilton gegen Argentinien

- am 31. Mai 1987 in Dunedin gegen Italien

Das Spiel gegen Italien war gleichzeitig sein letztes Länderspiel.

## South Sea Barbarians Tour
Im selben Jahr nahm er an der umstrittenen Tour der South Sea Barbarians teil – einer kombinierten Auswahlmannschaft aus Fidschi, Samoa und Tonga, die entgegen internationaler Sportboykotte nach Südafrika reiste. Ziel der Tour war es, durch Sport zur Überwindung der Apartheid beizutragen. Die Rückkehr der Spieler führte zu teils längeren Sperren durch ihre nationalen Rugby-Verbände. Naituku wurde für sechs Monate gesperrt.

## Spätere Jahre
Nach seiner aktiven Karriere war Naituku als Lehrer tätig und engagierte sich als Mentor für junge Rugbyspieler. Er galt als beliebter Pädagoge und blieb dem Rugby eng verbunden.
Er starb am 29. Oktober 2019 in Suva im Alter von 56 Jahren.